# Halle aux laines de Montrésor
La halle aux laines de Montrésor est un bâtiment implanté dans le centre du bourg de la commune de Montrésor, en Indre-et-Loire. Construit au XVIIe siècle, il a servi pendant près de deux siècles de marché aux étoffes; les draps étaient stockés dans les combles.

## Localisation
La halle aux laines se trouve dans le centre-bourg, en léger surplomb et à l'ouest du château.

## Historique
Les moulins installés dès le Moyen Âge sur l'Indrois permettaient d'actionner des foulons. Étaient alors fabriqués à Montrésor « des petits draps de couleurs, et des serges blanc et couleur ». Sous le Premier Empire, cette industrie employait cent à cent-cinquante ouvriers et ouvrières dont certains, affectés au cardage de la laine, ont donné leur nom à cette halle. Le cardage s'effectuait notamment avec les capitules d'un chardon, la cardère cultivée, produite sur la commune voisine de Chemillé-sur-Indrois. 
Construite au XVIIe siècle, la halle était le lieu où, jusqu'au XIXe siècle se déroulait le cardage de la laine, puis la vente des étoffes ; elle servait également à la tenue des foires et des marchés de la paroisse.
La halle aux laines de Montrésor a été inscrite au titre des monuments historiques par arrêté du 28 octobre 1926.
Sous la halle se déroule, au XXIe siècle, le marché de Montrésor, hebdomadaire de juin à septembre, mensuel le reste de l'année. L'étage accueille une exposition consacrée à l'histoire du village (avec notamment des matériels utilisés dans l'industrie lainière) ainsi que des expositions temporaires.

## Architecture

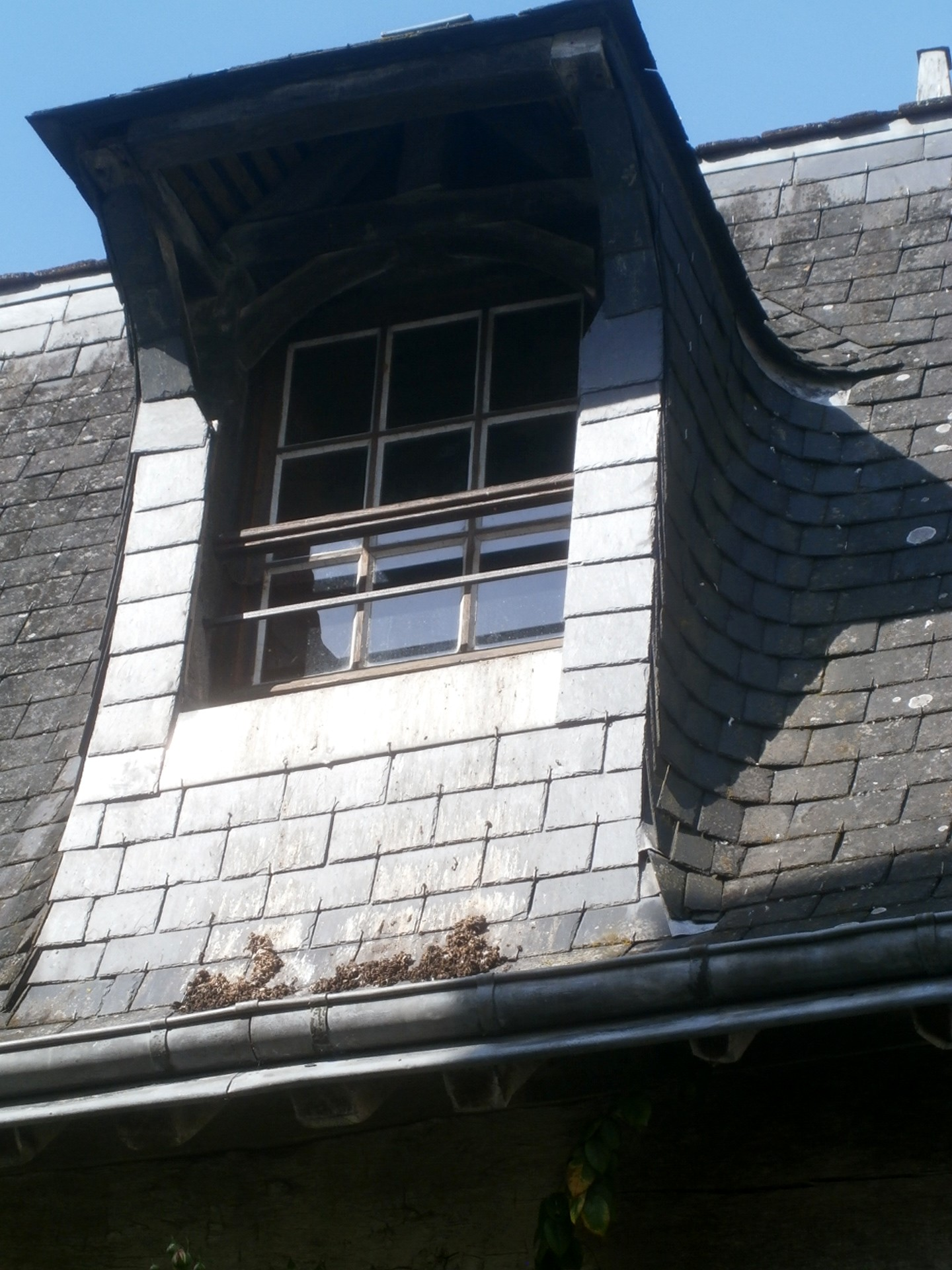
Mansarde de la halle.

La halle se compose d'un rez-de-chaussée de plain-pied, ouvert sur trois côtés à l'ouest, au nord et à l'est, fermé sur le quatrième côté. Ce rez-de-chaussée est composé de deux nefs soutenues par des poteaux de bois de chêne renforcés par des esseliers (pièces de bois obliques assurant le renfort entre un poteau vertical et une poutre horizontale) ; sept travées sont ainsi constituées sur toute la longueur du bâtiment.

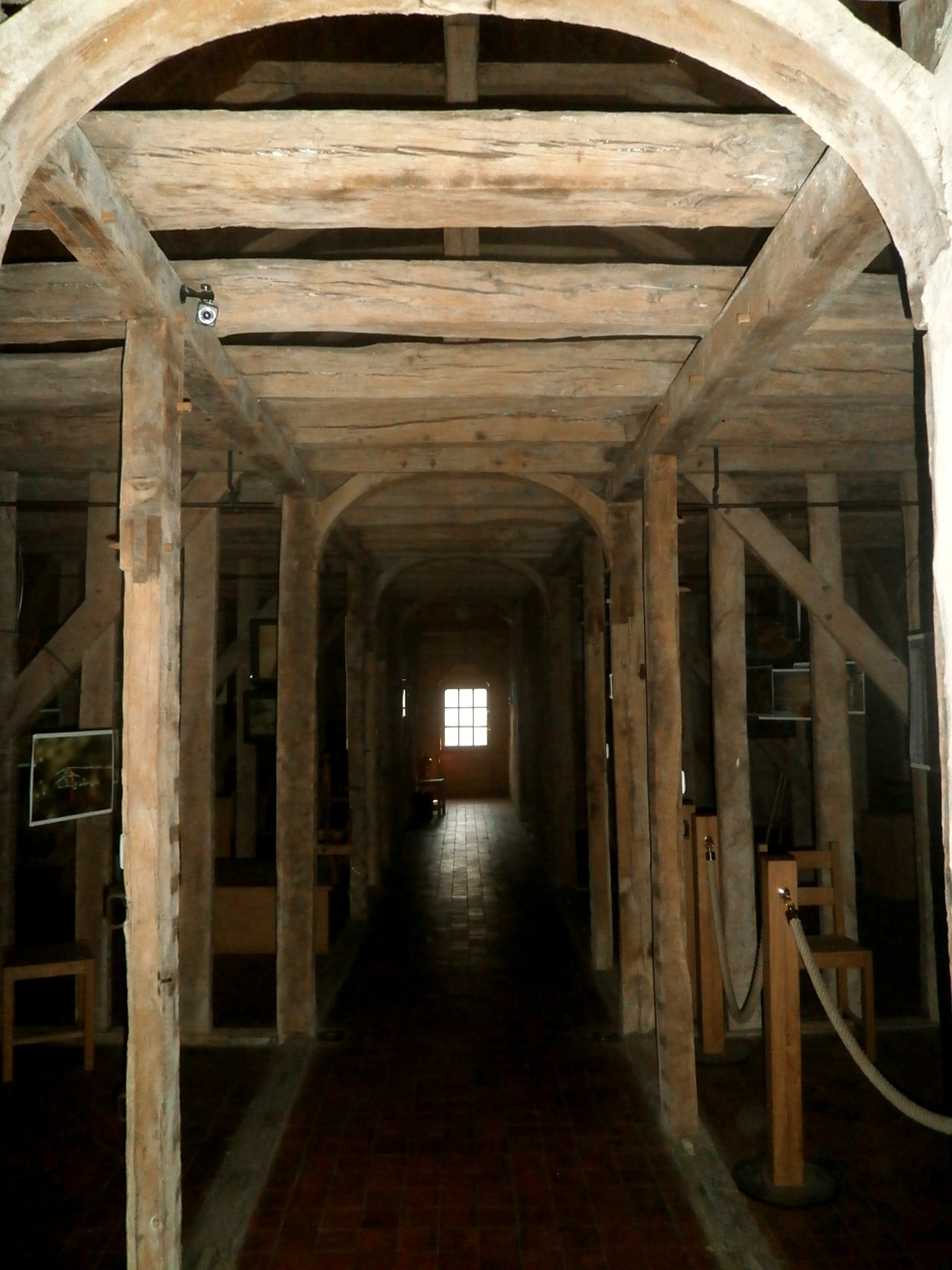
Vue intérieure de la charpente.

Cet ensemble supporte un étage mansardé divisé en deux dans le sens de la longueur par un large couloir. La partie inférieure de la toiture (brisis) est recouverte d'ardoises, la partie supérieure (terrasson) est couverte en tuiles. Deux lucarnes, aux extrémités du couloir, éclairent le comble dont les dégagements latéraux servaient à stocker les étoffes.